# Heliga Treenighetens kapell, Balkanbergen
Heliga Treenighetens kapell (bulgariska: Параклис "Света Троица"; translitteration: Paraklis ''Sveta Troitsa'') är ett bulgariskt-ortodoxt kapell beläget på en höjd på 1700 m över havet, på den centrala delen av bergskedjan Balkanbergen i centrala Bulgarien.
Kapellet är helgat åt Treenigheten och tillhör Lovetj stift i den Bulgarisk-ortodoxa kyrkan.

## Historik
Heliga Treenighetens kapell i Balkanbergen invigdes den 2 juli 2005. Dess arkitekt var Bojan Krastev från Lovetj.